# Cloesia digna
Cloesia digna är en fjärilsart som beskrevs av William Schaus 1911. Cloesia digna ingår i släktet Cloesia och familjen björnspinnare. Inga underarter finns listade i Catalogue of Life.